# Sutter Buttes
Die Sutter Buttes (Butte ist der frz. und engl. Name für „Spitzkuppe“), bei den Maidu-Indianern auch als Histum Yani (Der mittlere Berg) bekannt, sind ein kleiner kreisförmiger Komplex von erodierten Lavahügeln, die sich über dem Flachland des Kalifornischen Central Valley erheben.
Der höchste Punkt, South Butte erhebt sich etwa 628 Meter über den Meeresspiegel. Die Buttes befinden sich im nördlichen Teil des Central Valley, knapp außerhalb von Yuba City. Sie sind nach Johann August Sutter benannt, einem Pionier mit Schweizer Abstammung, der 1841 große Ländereien von der Republik Mexiko erhalten und damit die Kolonie Neu-Helvetien gegründet hatte. Die Sutter Buttes gelten als kleinstes Gebirgsmassiv der Welt.

## Geografie und Geologie
Die Gebirgsgruppe hat einen Durchmesser von etwa 16 Kilometern und ist kreisrund. Sie entstand vor etwa 1,5 Millionen Jahren durch den Ausbruch eines heute erloschenen Vulkans. Ihr Ursprung und ihr Bezug zu anderen vulkanischen Aktivitäten der Region ist Gegenstand aktueller Forschung. Charles A. Wood vermutet einen Zusammenhang mit den Vulkanen im Kaskadengebirge weiter nördlich, die Sutter Buttes unterscheiden sich davon aber wesentlich in Bezug auf Alter und Form.

## Bedeutung in den Überlieferungen der Indianer
Die Sutter Buttes spielen eine herausragende Rolle in den Schöpfungsgeschichten der Indianerstämme der Maidu und der Wintun. Die Maidu lebten östlich, die Wintun westlich des Gebirges. Keiner der Stämme beanspruchte das Gebirge für sich, dort existierten nur saisonale Camps, die der Nahrungssuche und der Jagd dienten. In den Geschichten dieser Stämme wurden die erste Frau und der erste Mann hier erschaffen und es ist der Ort, an den die Seelen der Verstorbenen zurückkehren. Colusa, das ganz in der Nähe liegt, war ein wichtiges Zentrum der Kuksu-Religion, die in weiten Teilen Nordkaliforniens praktiziert wurde.

## Jüngere Geschichte und Zugang

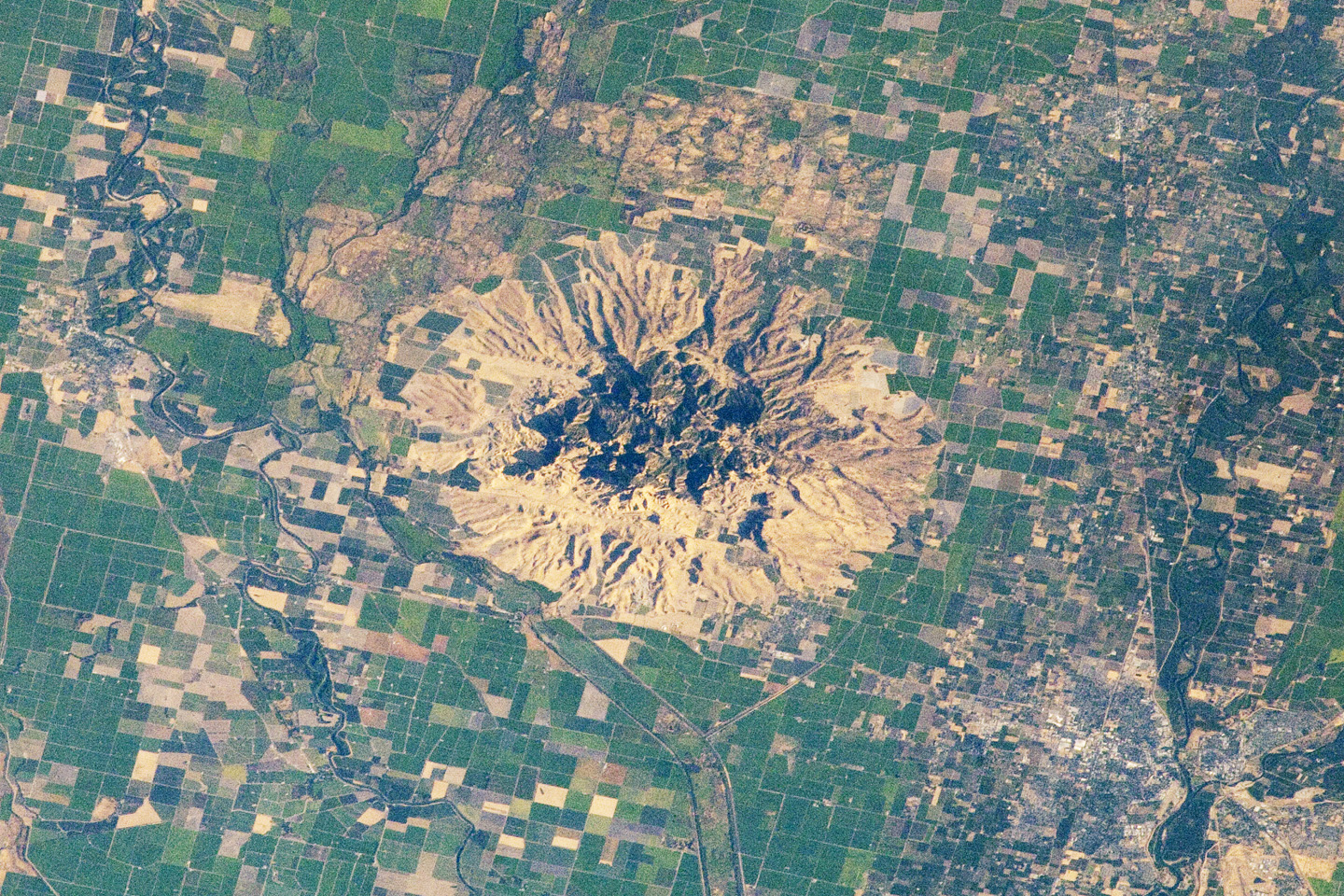
Luftaufnahme der Bergkette

Der öffentliche Zugang zu den Sutter Buttes ist beschränkt, da ein großer Teil des Landes Vieh- und Schafzüchtern gehört. Mehrere lokale Organisationen, darunter die Middle Mountain Foundation und die Sutter Buttes Society organisieren jedoch Touren im Gebirge. Seit 1929 plante der Staat Kalifornien, das Land unter Schutz zu stellen und der Allgemeinheit zugänglich zu machen, tatsächlich gelang es ihm jedoch erst 2003, ein 7,2 Quadratkilometer großes Gebiet zu erwerben.
1963 wurden am Rand der Buttes Raketensilos für Titan I-Raketen errichtet. Die Silos waren zwar nur von 1963 bis 1965 aktiv und wurden danach weitgehend demontiert, trotzdem zieht der Startplatz noch heute viele Passanten und Vandalen an. Das Silo befindet sich auf privatem Grund und ist nicht zugängig.

## Bildergalerie

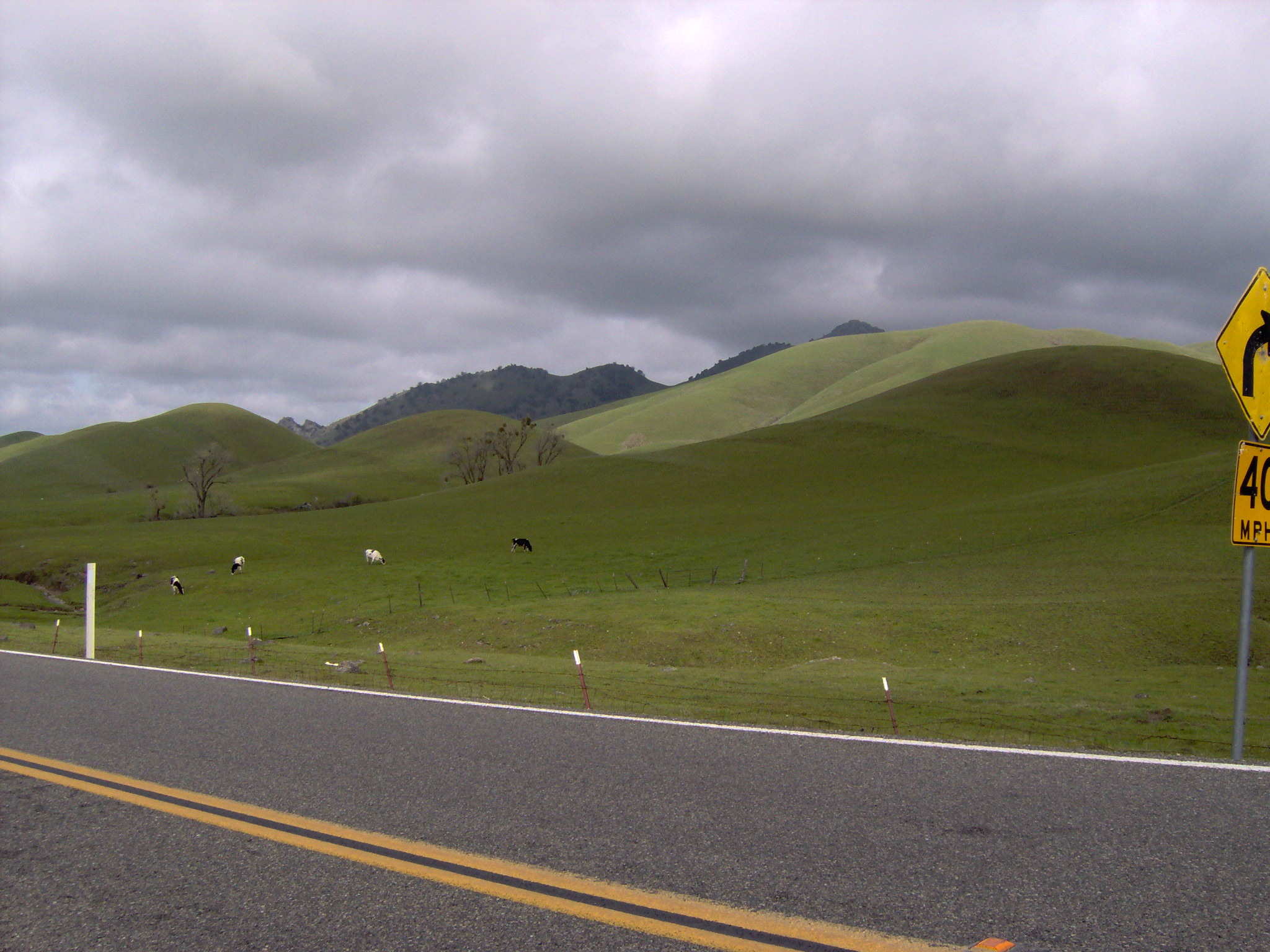
Die Sutter Buttes an einem bedeckten Tag
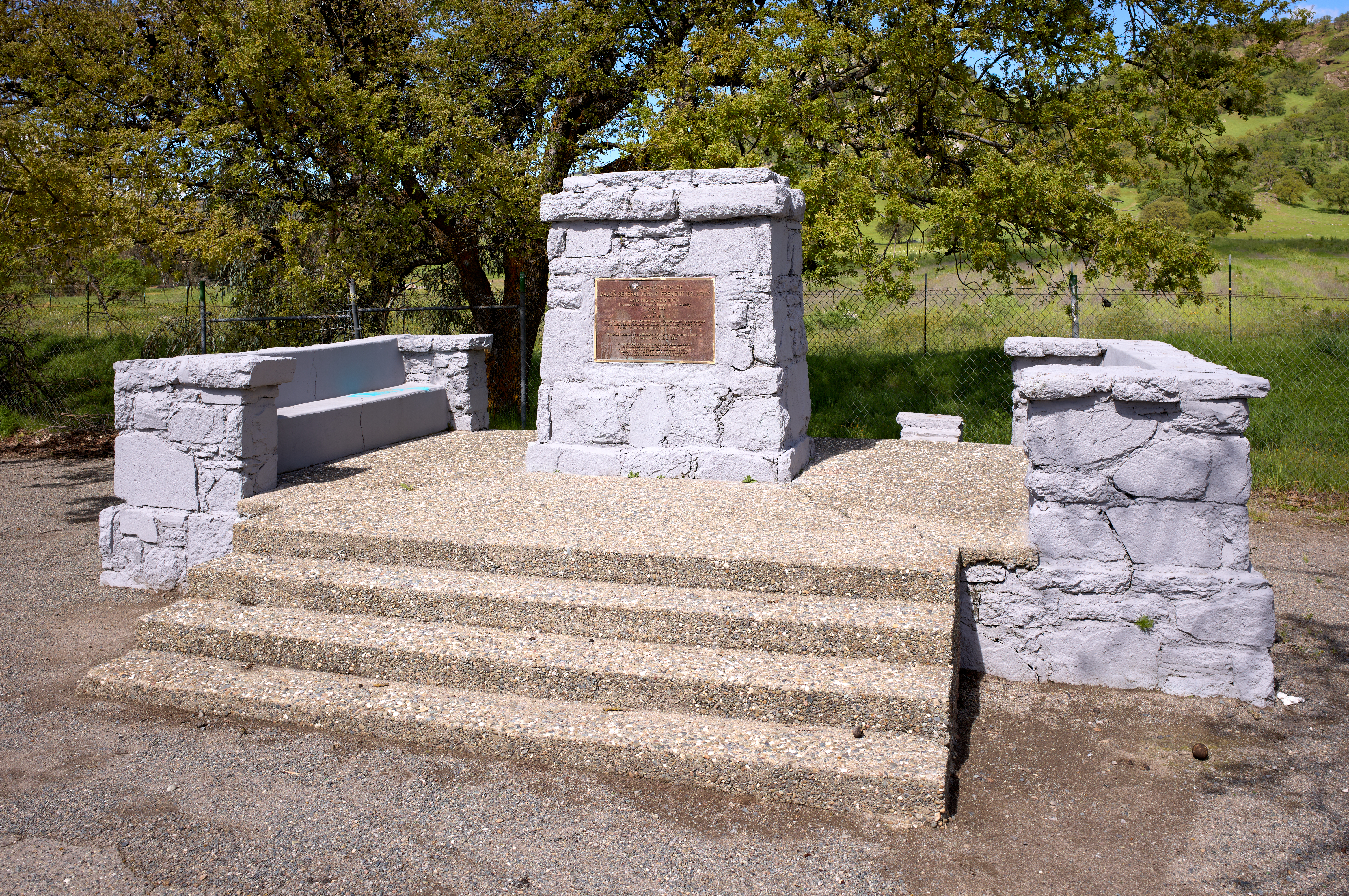
Ein Monument wurde zu Ehren von John C. Frémont errichtet, der hier übernachtet hat.
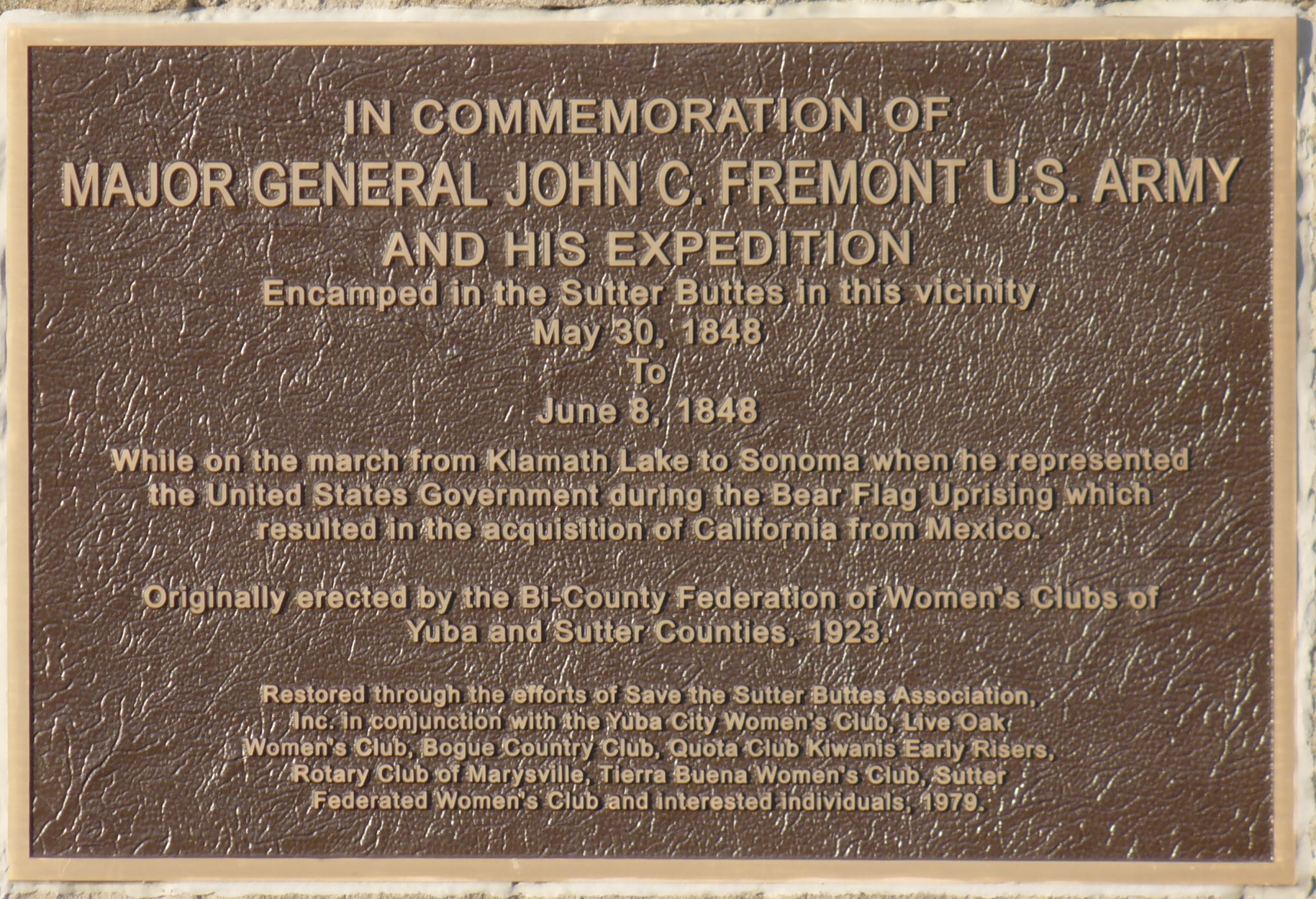
Inschrift